# Castellammare Adriatico

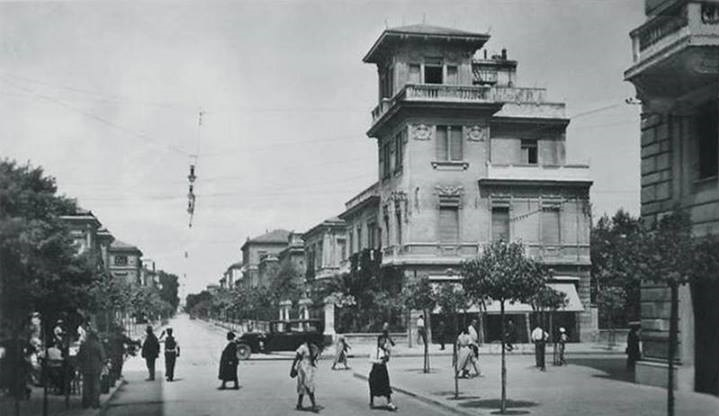
Palazzo Ciaranca negli anni 1930; demolito negli anni 1950 per la costruzione di un condominio, si trovava all'incrocio fra via Regina Elena e corso Umberto I.

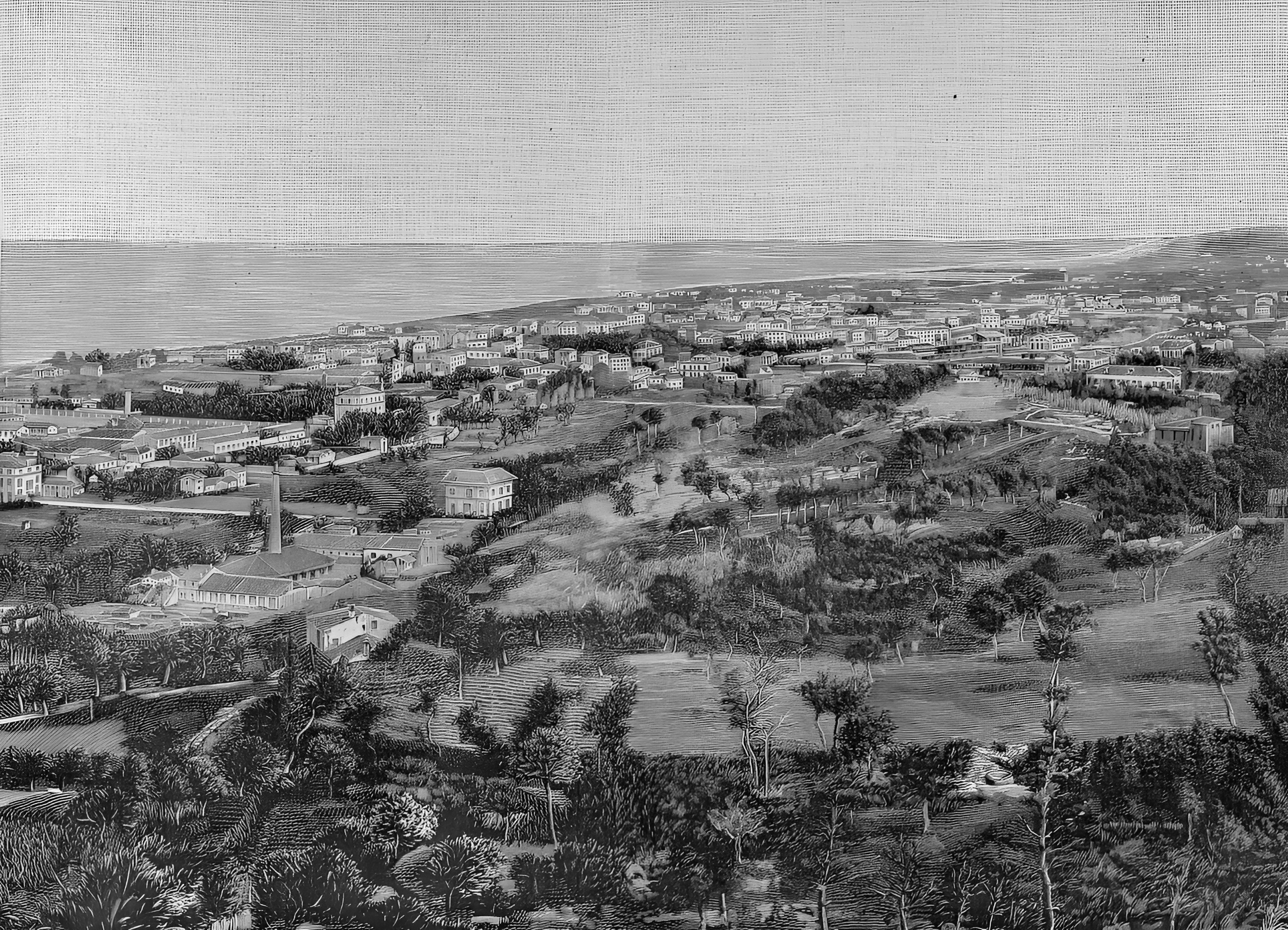
Xilografia di Castellammare Adriatico del 1901 tratta da Le Cento Città d'Italia

Castellammare Adriatico fu un comune istituito nel 1807, nato dalla divisione dell'universitas di Pescara che separò il nuovo comune dalla fortezza di Pescara. Il comune di Castellammare occupava la porzione di territorio dell'attuale città di Pescara a nord dell'omonimo fiume. Fu aggregato al distretto di Penne all'interno dell'Abruzzo Ulteriore Primo, ente che nel 1881 si trasformerà nella provincia di Teramo, in seguito all'unità d'Italia. I comuni sulle sponde opposte del fiume vennero infine riuniti nel 1927.

## Geografia fisica
Castellammare Adriatico si trovava sulla costa adriatica a circa 4 m s.l.m. occupando la porzione a nord del fiume Pescara all'interno dell'odierno comune.

### Territorio
La costa castellammarese non ha subito particolari alterazioni nel corso del tempo, e presentandosi bassa e sabbiosa si estende senza soluzione di continuità fra il fiume Pescara a sud e l'abitato di Montesilvano a nord. Il tessuto urbano, originatosi da varie piccole frazioni nei colli cittadini, si sviluppava in massima parte nella pianeggiante fascia costiera, occupando al momento dell'unificazione con Pescara la zona compresa fra il litorale, la linea ferroviaria, via Venezia e piazza Duca degli Abruzzi, con ulteriori piccole frazioni sparse lungo la nazionale Adriatica verso Montesilvano.
Una grande pineta si estendeva lungo tutta la costa del comune; il massiccio sviluppo urbano del XX secolo l'ha però ridotta ad una stretta e lunga fascia protetta sul lungomare, la riserva naturale Pineta di Santa Filomena.

## Origini del nome
Il nome Castellammare deriva da una fortificazione presente in età medievale sul colle del Telegrafo. Le prime tracce umane sulla sommità del colle, in quello che è uno dei luoghi più antichi del popolamento pescarese, sono riferibili all'Età del bronzo, e il piccolo insediamento perdurò in età italica e romana sino all'incastellamento, già documentato nel XI secolo con il nome "Castellum ad Mare"; il toponimo, perdurando nel tempo, andò a indicare tutti i territori afferenti la fortezza di Pescara situati a nord del fiume.

## Storia

### Dalle origini all'unità d'Italia (1700-1861)

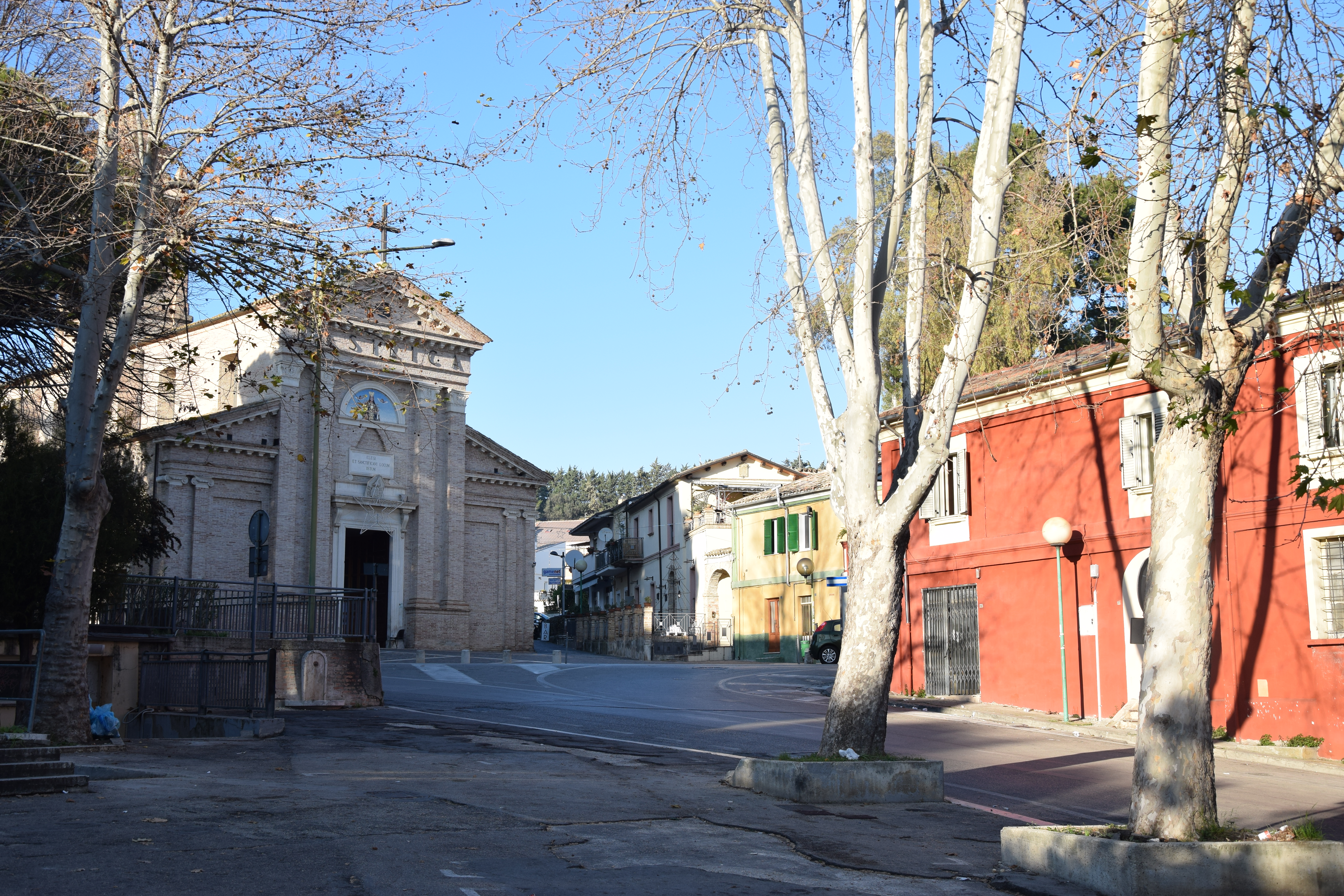
Il nucleo originario, circostante la basilica della Madonna dei sette Dolori

Il territorio castellammarese, già abitato da prima che vi venisse istituito il comune, comprendeva diversi insediamenti e nuclei sparsi che iniziarono a compattarsi già dal XVII secolo attorno alla basilica della Madonna dei sette dolori con il nome di Villa Castellammare; nonostante il piccolo insediamento si trovasse a nord del fiume Pescara, nel 1747 il territorio della villa venne chiamato Pescara Ultra (in contrapposizione con la Pescara Citra a sud del fiume) e fu aggregato alla provincia teatina, legandolo così alle sorti dei dirimpettai pescaresi.
La successiva separazione da Pescara fu conseguenza dell'abolizione del feudalesimo voluta da Giuseppe Bonaparte: con la legge 132 dell'8 agosto 1806 "sulla divisione ed amministrazione delle province del Regno" e con la successiva legge 211 del 18 ottobre 1806, si ordinava la formazione dei decurionati e consigli provinciali e distrettuali, e la sostituzione della figura del camerlengo con quella del sindaco. L'universitas pescarese fu quindi divisa, e dalla sua soppressione vennero istituiti i due comuni di Pescara, nel distretto di Chieti e Castellammare, nel distretto di Penne, ristabilendo il fiume Pescara come confine fra i territori teramani e chietini.

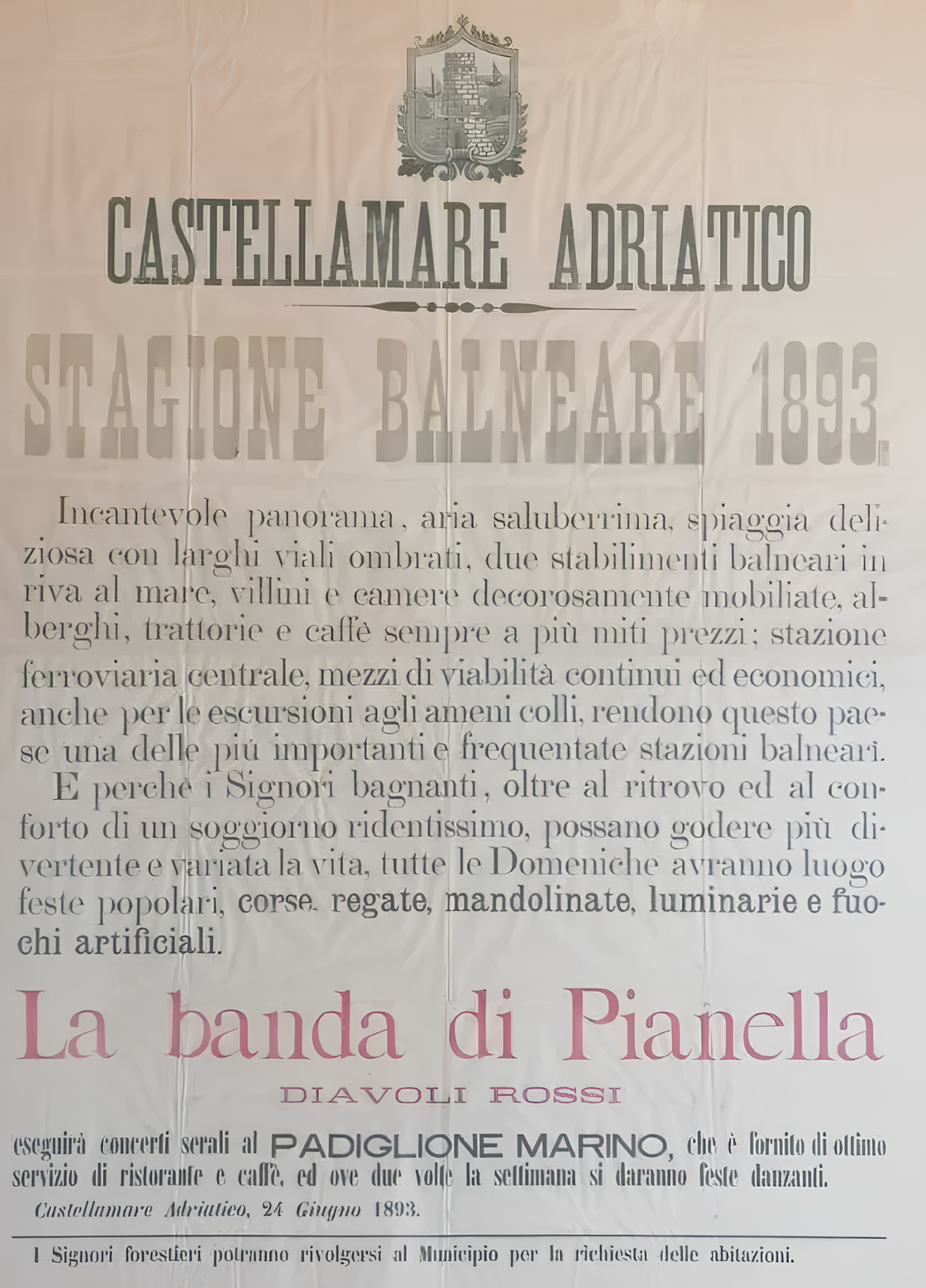
Manifesto promozionale per la stagione balneare 1893

Nel 1807, al momento dell'istituzione del comune, Castellammare contava circa 1 500 abitanti, sparsi prevalentemente in piccole frazioni nella zona collinare, dette ville, senza un nucleo centrale ben definito. La sede comunale originaria, prima del trasferimento del 1881 nella sede di viale Bovio che oggi ospita il conservatorio Luisa D'Annunzio, si trovava in un edificio andato distrutto nei bombardamenti di Pescara del 1943 di fronte alla Basilica della Madonna dei sette dolori, all'inizio della salita Tiberi. Benché a nord del fiume, fu esclusa dal territorio comunale la zona di Rampigna, oggi occupata dalla questura e dall'omonimo campo, in quanto parte integrante della fortezza pescarese e sede delle caserme di cavalleria e di due dei sette bastioni; ciò tuttavia non impedirà alle due amministrazioni comunali di contendersi l'area fino alla riunificazione del 1927, rallentandone di fatto lo sviluppo.

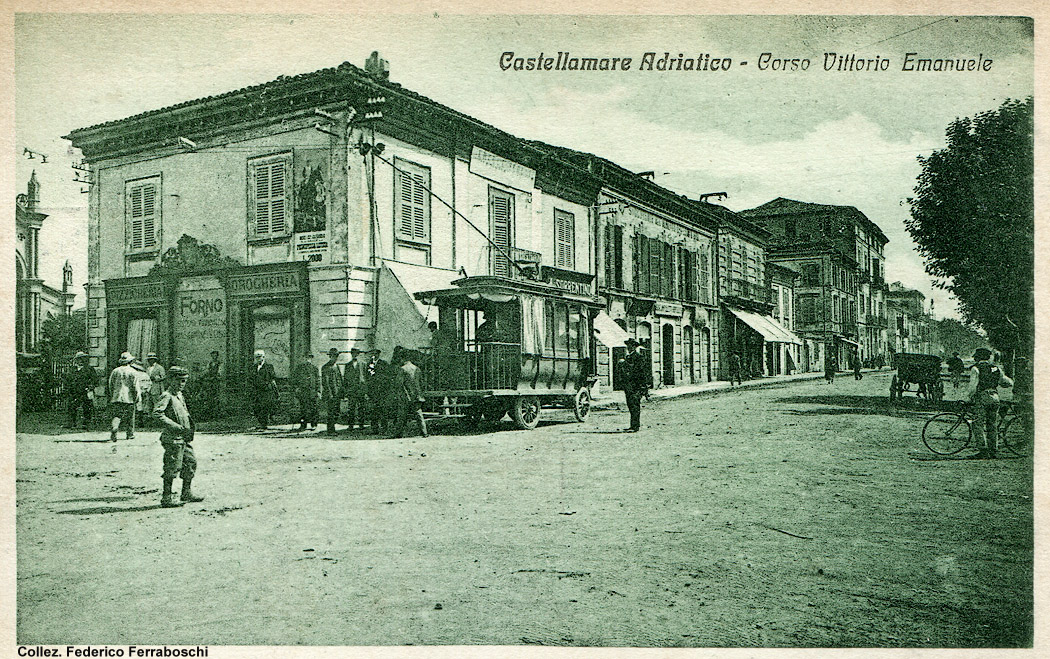
Corso Vittorio Emanuele II a inizio XX secolo.

La divisione fu problematica, soprattutto perché il nuovo comune di Castellammare non intendeva farsi carico di nessuno dei debiti della vecchia amministrazione dell'universitas di Pescara; inoltre, si creò un problema di immagine per il comune di Pescara, che ospitava nella sua fortezza un'intera guarnigione dell'esercito e che, allo stesso tempo, si vedeva comprimere il proprio ruolo a livello locale: per questi motivi il comune di Pescara sin da subito si adoperò per la riunificazione dei due enti. Una comunicazione del Ministero dell'Interno del Regno di Napoli del 17 gennaio 1810 però negò tale possibilità, costringendo i due comuni a trovare un accordo sulla ripartizione dei debiti, che arrivò solo nel 1811.
La rivalità rimase però molto accesa, al punto che si resero necessari interventi della guarnigione militare borbonica per evitare la degenerazione di scaramucce in vere e proprie battaglie.
L'economia del borgo non si sviluppò fino all'unità d'Italia, e complice anche la totale assenza di infrastrutture come scuole, reti idriche ed ospedali, le attività del borgo rimasero del tutto legate alla realtà rurale e campestre; questo stato di cose cambiò radicalmente dal 16 maggio del 1863 quando, alla presenza del re d'Italia Vittorio Emanuele II, fu inaugurata la stazione ferroviaria sulla linea adriatica. L'arrivo della ferrovia diede un grandissimo impulso all'economica locale, sia per l'avvio di attività legate al commercio, sia per lo sviluppo del turismo, settore fondamentale per la vita economica di Castellammare. Difatti prima della costruzione della stazione, i territori pianeggianti del comune erano molto desolati e l'abitato si sviluppava in buona parte lontano dalla linea ferroviaria, sui colli retrostanti. Nel giro di due decenni però la zona tra la stazione ed il mare prosperò e fu largamente edificata, poiché i latifondisti teramani si avvidero delle possibilità di sviluppo ed acquistarono a prezzi irrisori le relative aree, facendo tracciare strade (a spese del comune) e cominciando ad urbanizzare la zona. Intorno a questi primi insediamenti, per lo più aziende agricole legate al modello della masseria, si andrà rapidamente formando il nuovo paese, irradiandosi dalle due zone di piazza Sacro cuore e di villa Muzii (in origine sede del mercato settimanale cittadino e della chiesetta di sant'Anna, unica parrocchia esistente a valle prima della costruzione nel 1886 della chiesa del Sacro Cuore di Gesù). Inizierà così uno "scontro urbanistico" per fissare il ruolo di centro città, conteso da queste due realtà, e per la direzione che avrebbe dovuto prendere lo sviluppo edilizio fra le due aree, geograficamente vicine ma portatrici di interessi contrapposti, che caratterizzerà la vita politica castellammarese dei decenni seguenti. In seguito ad una delibera del consiglio comunale dell'agosto 1862, il 12 settembre del 1863 il comune acquisì ufficialmente la nuova denominazione Castellammare Adriatico, per distinguersi dai numerosi comuni italiani omonimi. I primi anni seguenti l'unificazione italiana furono difficili per il comune, come testimoniato da una nota di Raffaele Pandolfi, sindaco dal 1863 al 1873:

La situazione inizierà a mutare solo a partire dagli anni 1870, quando gli interessi del comune e dei vari notabili locali si concentrarono nelle aree pianeggianti costiere.

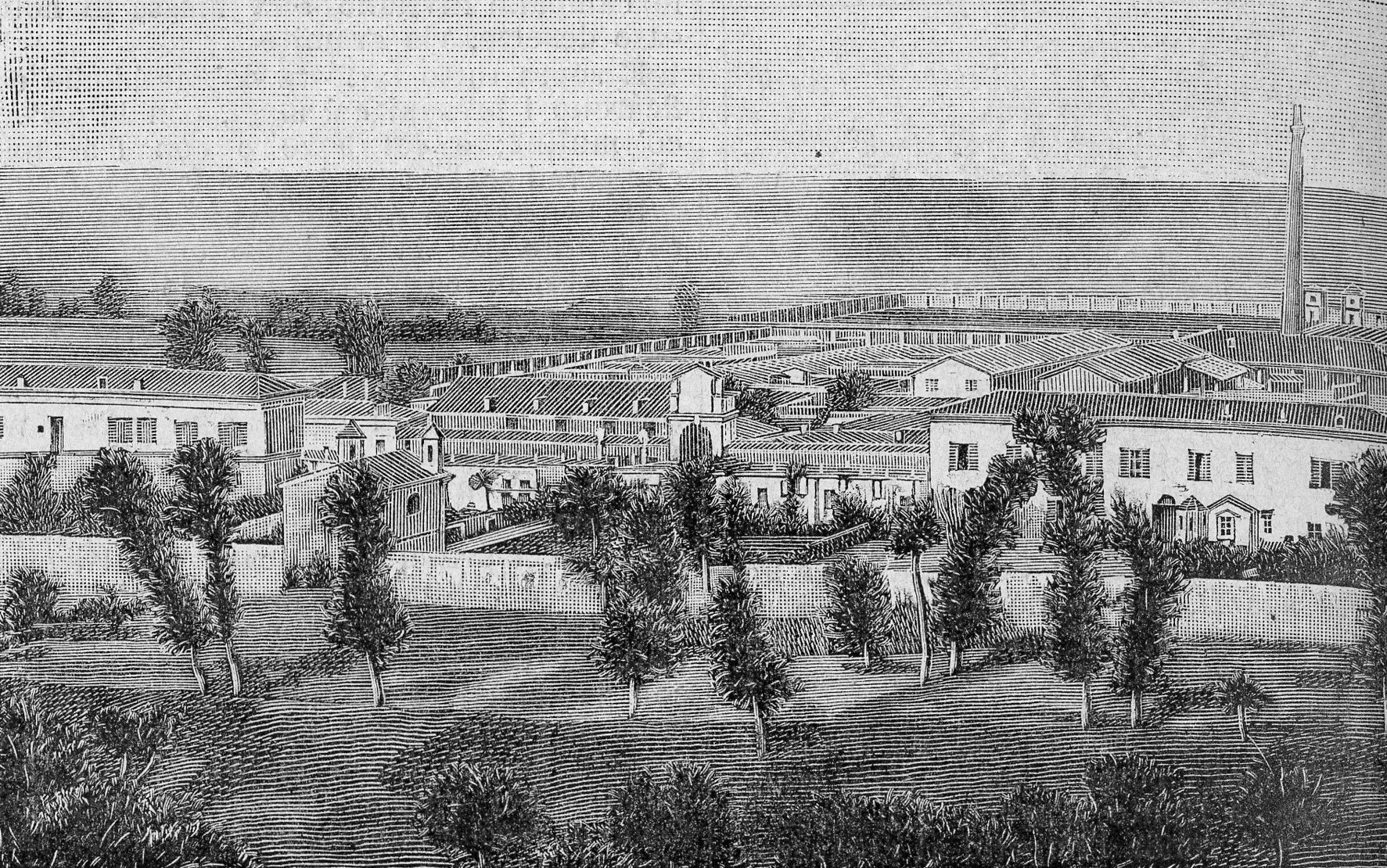
Xilografia di Villa Muzii nel 1901

### L'era Muzii e la discesa a valle (1870-1903)

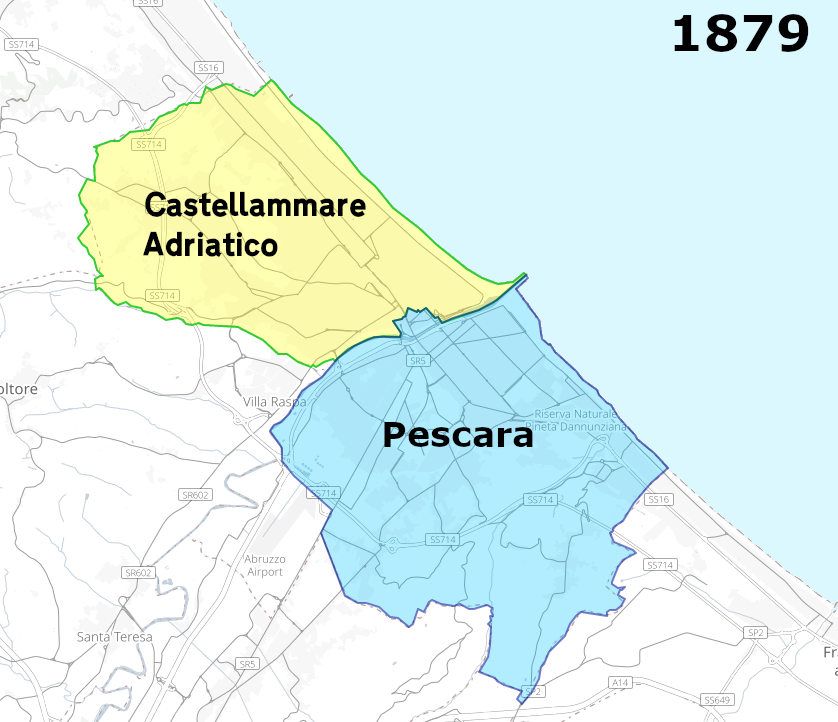
I territori di Castellammare e Pescara nel 1879

La fine del secolo fu fortemente caratterizzata dalla presenza politica e culturale di Leopoldo Muzii, personaggio controverso ma di grande carisma e peso decisionale, il quale da sindaco fece approvare nel 1882 il primo "Piano regolatore di ampliamento" e sarà uno dei principali artefici del definitivo spostamento a valle del centro della cittadina, fino ad allora limitato alla fascia collinare ed a pochi lotti coltivati da ricchi possidenti (fra i quali egli stesso) in pianura.
Il piano regolatore originario, elaborato dall'ing. Tito Altobelli, prevedeva la divisione della città in tre aree: una a vocazione commerciale in direzione sud, tra la stazione ed il fiume, una amministrativa in direzione opposta, tra la stazione ed il Municipio, ed una residenziale a nord del Municipio.

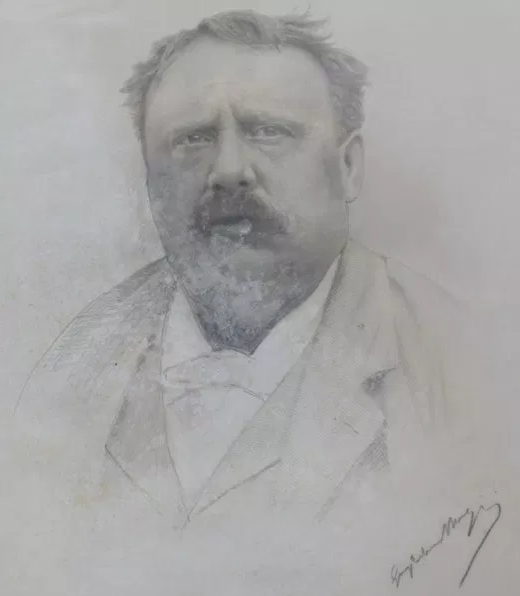
Leopoldo Muzii, sindaco dal 1880.

Gli interessi del Sindaco erano però rivolti in direzione dei suoi terreni (dove sorgeva la sua piantagione e fabbrica di liquirizia, nell'odierna zona di via del Milite ignoto), e spinse per modificare il piano di ampliamento con l'obiettivo di incanalare verso nord le direttrici dello sviluppo, e non verso Pescara come appariva più naturale nell'ottica di un inevitabile avvicinamento delle due cittadine, con l’evidente intento di valorizzare le aree di sua proprietà. Altobelli così commentò gli interventi del sindaco:
E da questo avviene che il nuovo Castellamare offre tanti piccoli nuclei... i quali sarà impossibile rendere continui ed aggregati mediante altri fabbricati, e molto meno unir questi a Pescara»
(Tito Altobelli; tratto da «Pescara e Castellammare: appunti per una storia urbana» di Antonello Alici)
Sempre in quegli anni, nei paraggi della villa (con annesso oleificio a vapore) di un altro possidente locale, il barone Giuseppe De Riseis, si andava formando il borgo marino, piccola e modesta frazione a ridosso del fiume che ospitava la crescente comunità dei pescatori, arrivati in città prevalentemente da altri centri marinari del teramano e dell'ascolano.
Nonostante i problemi, fu un momento molto importante per l'evoluzione urbanistica e culturale di Castellammare, in quanto si realizzò il primo forte tentativo di attenuare il disordine urbanistico e, soprattutto, di limitare le ambizioni latifondiste della nobiltà terriera teramana rispetto agli interessi pubblici. Il risultato concreto della politica di Muzii fu l'avvio deciso della colonizzazione della fascia costiera, tramite la costruzione di un nuovo acquedotto, di nuove strade alberate, la creazione delle prime linee di illuminazione pubblica e la sistemazione, inizialmente in strutture precarie ed inadeguate, dei primi edifici scolastici. Nel 1883 venne completata la costruzione del grande edificio del convitto nazionale di Chieti: succursale per la villeggiatura estiva dell'istituto teatino, il convitto sarà trasformato nell'istituto tecnico "Tito Acerbo" nel 1923.
Gabriele D'Annunzio fa questa simpatica descrizione di Leopoldo Muzii nelle Novelle della Pescara:
(Gabriele D'annunzio, le Novelle della Pescara)
Burbero ma di animo generoso, affarista ma spesso attento alle necessità delle classi sociali più deboli, Leopoldo Muzii fu l'artefice della trasformazione di Castellamare da piccolo agglomerato collinare a moderna cittadina costiera dotata di tutte le infrastrutture urbane necessarie per il suo sviluppo, recuperando velocemente il divario che la divideva dalla ben più antica Pescara. La sua vicinanza alla classe operaia venne raccontata più volte anche dallo stesso D'Annunzio ed è significativo un episodio avvenuto durante un'epidemia di colera nella zona dei colli, che vide Leopoldo Muzii recarsi insieme ad altri cittadini fin da subito a contatto con gli ammalati per portare loro aiuto e conforto. Alla sua morte per peritonite il 22 marzo 1903 «la coscienza che un momento felice si sia perso per lunghissimo tempo è pronta ed immediata, e le autorità cittadine gli tributarono ogni onore», intitolandogli financo la via del Municipio di Castellamare, prima di allora nota come via Marilungo, ed apponendo una lapide sulla sua casa in viale Bovio 71, che recita: «Qui visse operosa e benedetta si spense l'eletta mente di Leopoldo Muzii».

### Il nuovo ponte e la Prima guerra mondiale (1903-18)

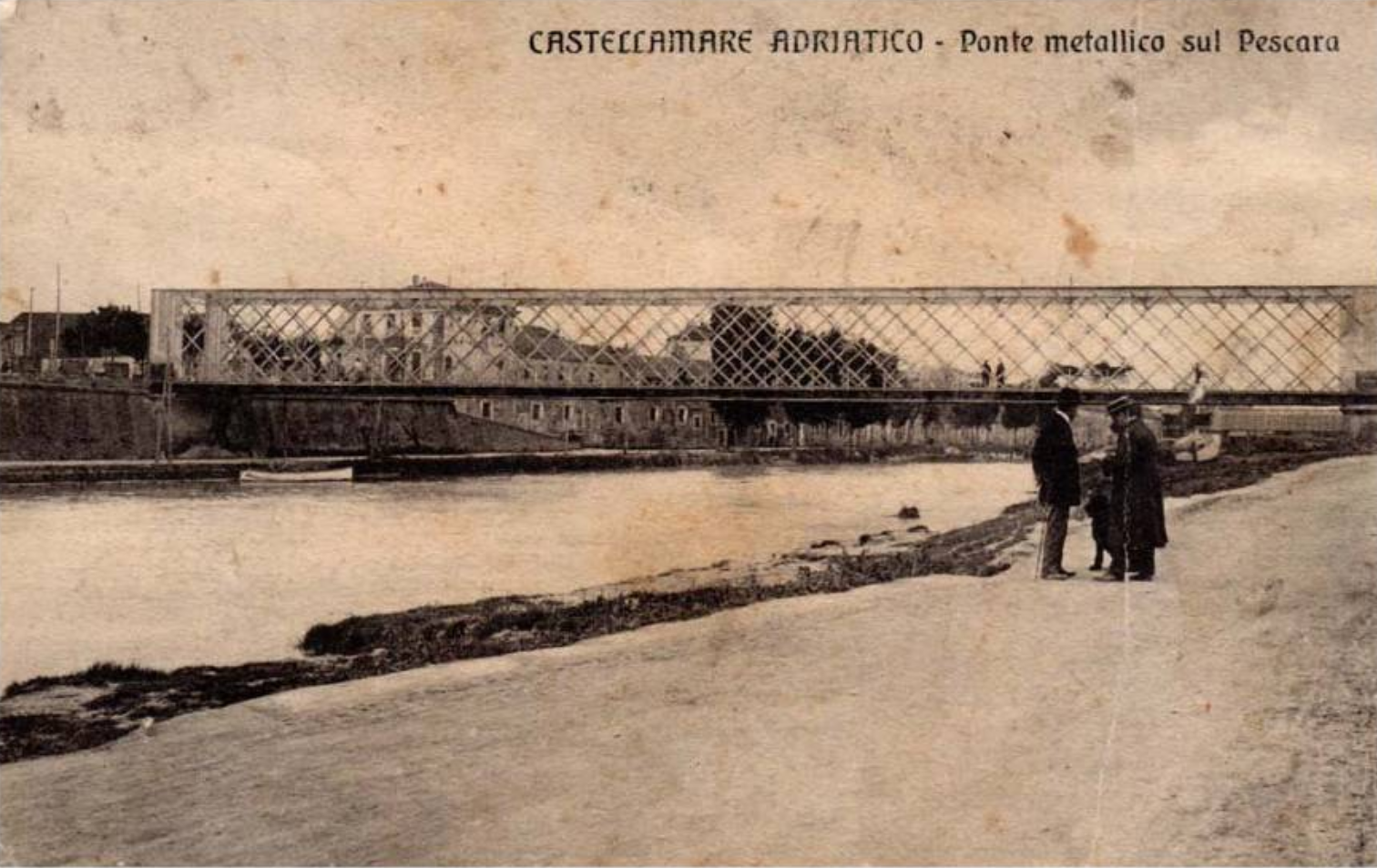
Il ponte di ferro del 1893 negli anni 1920

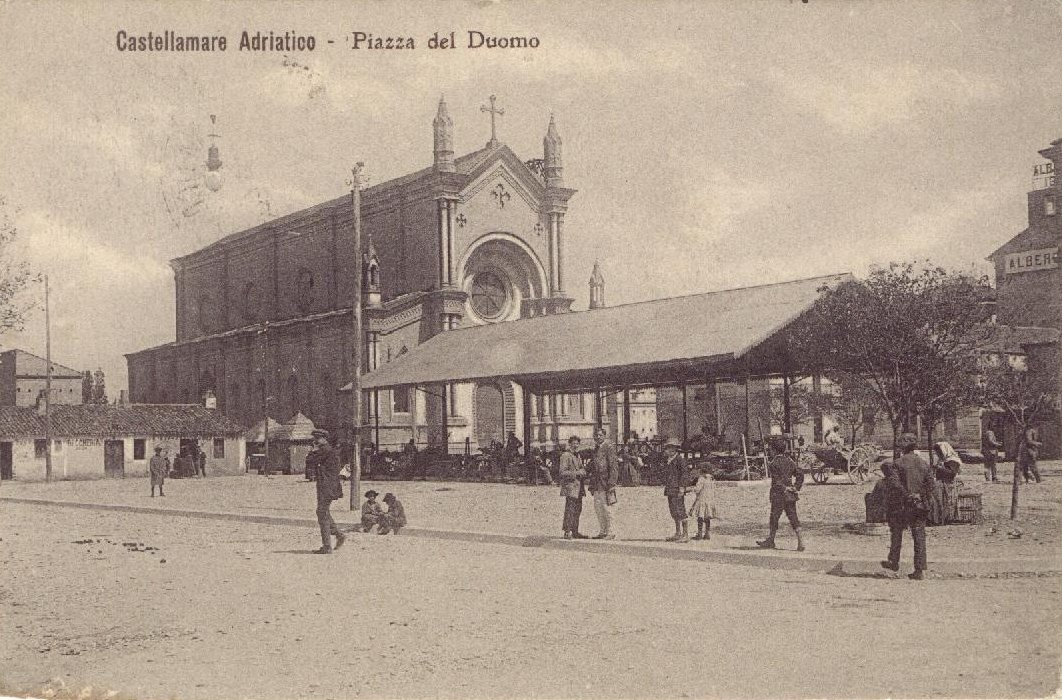
Chiesa del Sacro Cuore, costruita nel 1886, nell'omonima piazza.

Uno dei grandi dibattiti di quel periodo riguardò la costruzione di un nuovo ponte sul fiume Pescara: la costruzione di un nuovo attraversamento che finalmente unisse in modo sicuro e stabile le due sponde dopo il crollo definitivo dell'antico ponte romano in muratura e l'evidente inadeguatezza del ponte di barche, ricordato anche da D'Annunzio, che lo sostituiva ormai da secoli, diventò una questione non più rinviabile per i due comuni rivieraschi. Malgrado la spesa annua di 5 000 lire dell'epoca infatti, la manutenzione e la sicurezza dell'attraversamento erano molto carenti, ed occorse la tragedia del 19 giugno 1886, dove persero la vita sette donne annegate in una barca rovesciatasi nella melma per l'eccessivo carico mentre il ponte a battelli era in riparazione, per fornire al problema una sua drammatica dimensione umana e sociale, imponendone la rapida soluzione.
Vi furono però molte polemiche tra Pescara e Castellammare, con i dirigenti pescaresi divisi tra coloro che continuavano a rifiutare qualsiasi forma di collaborazione con gli odiati cugini e coloro che invece cominciavano ad auspicare in maniera concreta una futura riunificazione dei due centri. Oggetto della contesa fu l'ubicazione del ponte di ferro (che durò fino al 1933, quando fu sostituito dal ponte Littorio): fra gli amministratori pescaresi c'era infatti chi voleva sorgesse a monte del fiume (dove 70 anni dopo sorgerà il ponte D'Annunzio) per rimarcare la divisione con i teramani della sponda settentrionale e per favorire lo sviluppo delle zone ad ovest della ferrovia, altri invece lo auspicavano sulla direttrice di una delle vie principali di Castellammare (come poi avvenne): fu inaugurato il 27 aprile 1893 all'inizio dell'attuale corso Vittorio Emanuele II ed è ancora oggi, sostituito dalla nuova costruzione del ponte Risorgimento, l'arteria principale della città.
In questo periodo Castellammare crebbe molto più velocemente di Pescara (ancora alle prese con lo smantellamento della fortezza e la bonifica delle paludi della pineta), superando nettamente la storica rivale come mostrano le rilevazioni del censimento del 1921 che riportano 16 031 residenti a Castellammare Adriatico e 9 630 a Pescara. Questo fattore comporterà il mantenimento del ruolo centrale castellammarese, anche dopo l'unificazione con Pescara.
Il 4 maggio 1917, sul finire della prima guerra mondiale, a Castellammare Adriatico si verificò un'incursione aerea austriaca che, se da un lato provocò trascurabili danni materiali (la morte di tre persone, due donne e un uomo, e la distruzione del dormitorio e della mensa dei ferrovieri presso la stazione), dall'altro fece comprendere come la grande storia si preparava ad affacciarsi, in modi non sempre pacifici, nella vita della giovane città. Le vittime di tale tragico evento sono ricordate ancora oggi da una lapide, apposta presso l'attuale numero civico 253 di corso Vittorio Emanuele II, nello storico edificio, in passato sede dell'albergo dei ferrovieri, noto come "Ferrhotel".

### La strada verso l'unificazione con Pescara (1918-27)

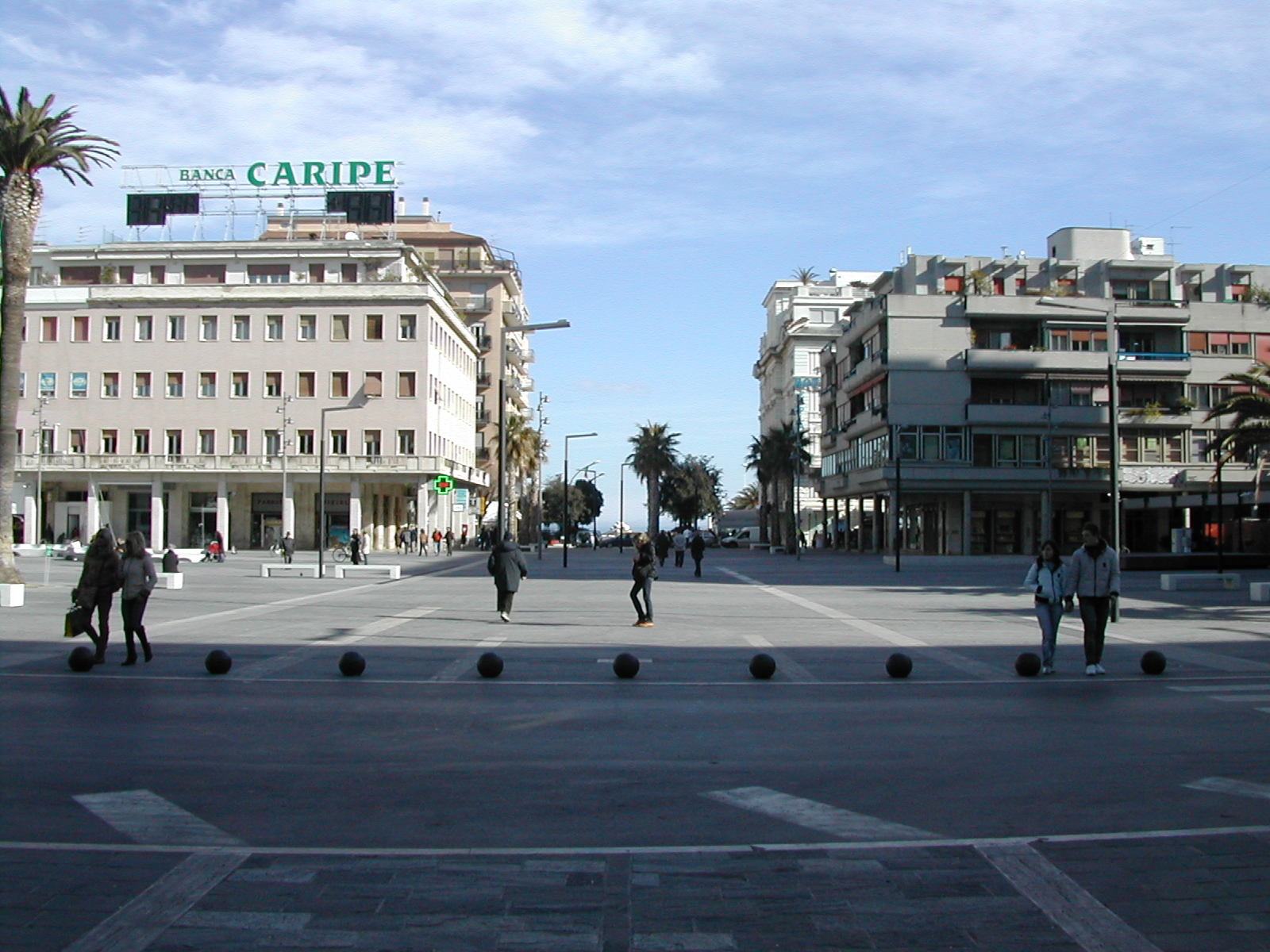
Piazza della Rinascita, nota come piazza Salotto, sorta dopo i bombardamenti del 1943.

Nei decenni, le rivalità con i vicini della sponda meridionale del fiume si sopirono ed i politici locali si resero conto della necessità di fondere i due comuni per meglio valere da un punto di vista economico ed amministrativo; inizialmente si pensava di dare alla città, finalmente riunita, il nome di Aterno in omaggio alla antica città romana, ma probabilmente la stessa notorietà di D'Annunzio finì per favorire il prevalere del nome della città che diede i natali al Vate. Il 2 gennaio del 1927, venne finalmente firmato il decreto di elevazione a Provincia della città di Pescara e tra i comuni da amministrare c'era anche quello di Castellammare. Al successivo articolo 4 del decreto si diceva, però, «il comune di Castellammare Adriatico è unito a quello di Pescara». A favore del provvedimento, comunque inserito in una più ampia azione di riorganizzazione amministrativa del territorio a livello nazionale operata dal regime, sono state decisive la forte spinta popolare e, soprattutto, l'autorità politica del ministro abruzzese Giacomo Acerbo ed il prestigio di cui godeva Gabriele D'Annunzio all'interno del regime fascista.
Dopo l'unificazione di Castellammare Adriatico e Pescara, divenne celebre la frase del Vate, che così volle placare gli animi dei contendenti: «Sono Castellammarese da sempre, non meno che Pescarese».
Durante la seconda guerra mondiale tutta la zona di Castellammare, divenuta nel frattempo centro della riunita Pescara, sarà ripetutamente e duramente bombardata dagli Alleati durante i bombardamenti di Pescara. Nei tragici eventi, in cui persero la vita un numero stimato fra i 3 000 ed i 6 000 pescaresi, gran parte di Castellammare venne rasa al suolo, e poco oggi rimane di quel periodo, oscurato da una impetuosa ricostruzione post bellica che ha stravolto ogni equilibrio urbanistico ed estetico della vecchia cittadina. In seguito il territorio comunale verrà ripartito nelle due circoscrizioni comunali di Castellammare e Pescara Colli.

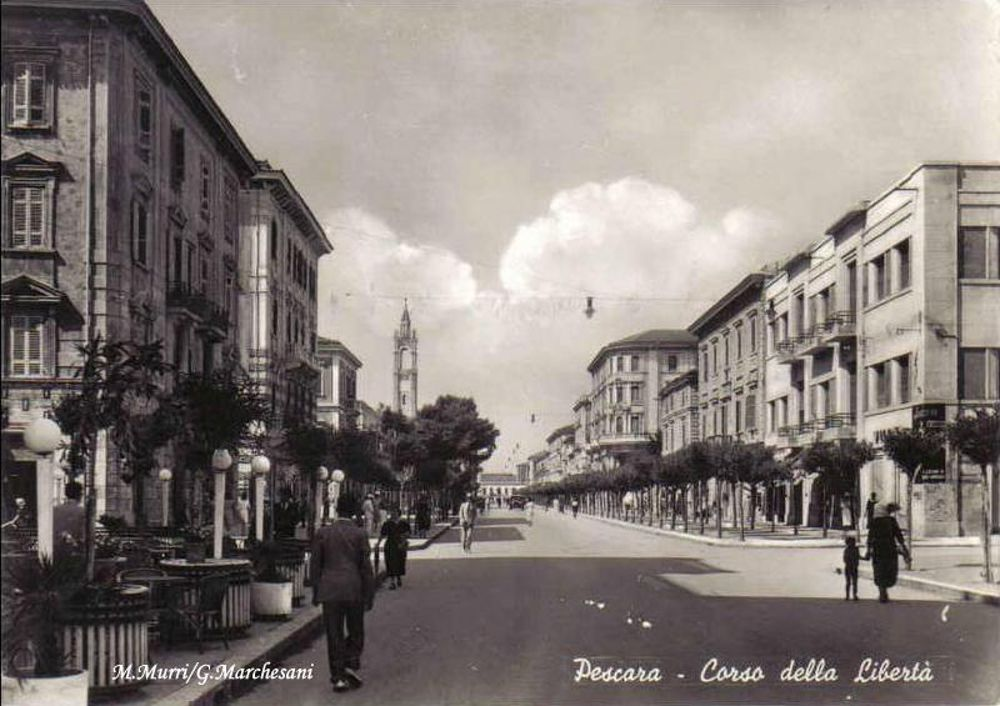
Corso Umberto I, via centrale di Castellammare, negli anni '30. I palazzi in primo piano saranno rimpiazzati dall'odierna piazza della Rinascita.

## Monumenti e luoghi di interesse
Gran parte del patrimonio storico edilizio venne distrutto durante la Seconda guerra mondiale, anche se diversi edifici di rilievo artistico e di importanza storico-testimoniale sono sopravvissuti, tra i quali:

### Palazzo Muzii

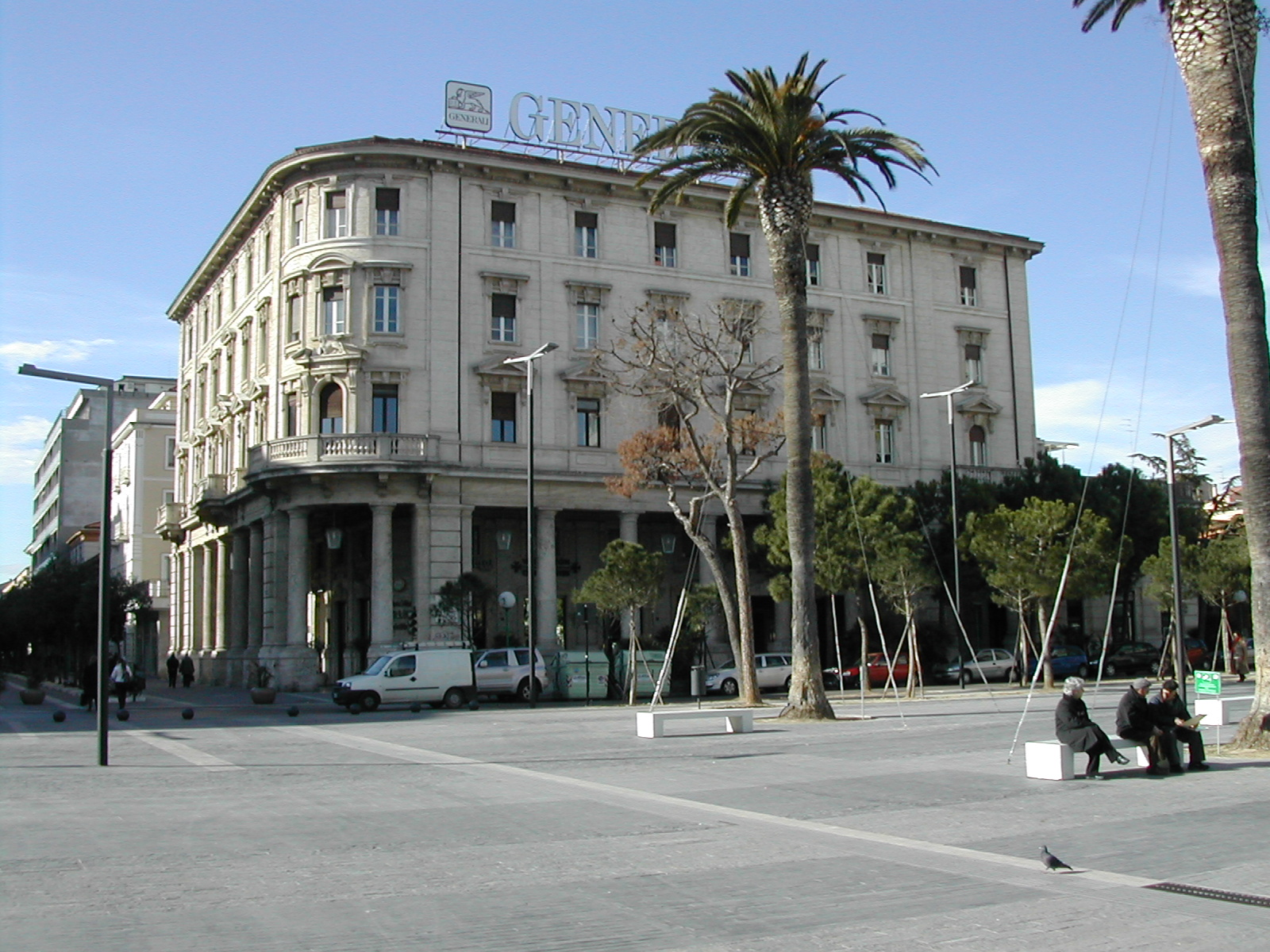
Palazzo Muzii, 1930.

Situato in piazza della Rinascita, il palazzo fu realizzato su un primo progetto di Vincenzo Pilotti, con forma ad U; durante i lavori il progetto venne modificato per l'inserimento di locali commerciali al piano terra e per adibire il corpo a cinema. Risulta evidente l'impianto classico adottato, ispirato a quello usato per i palazzi monumentali nel 1500.

### Palazzo Verrocchio

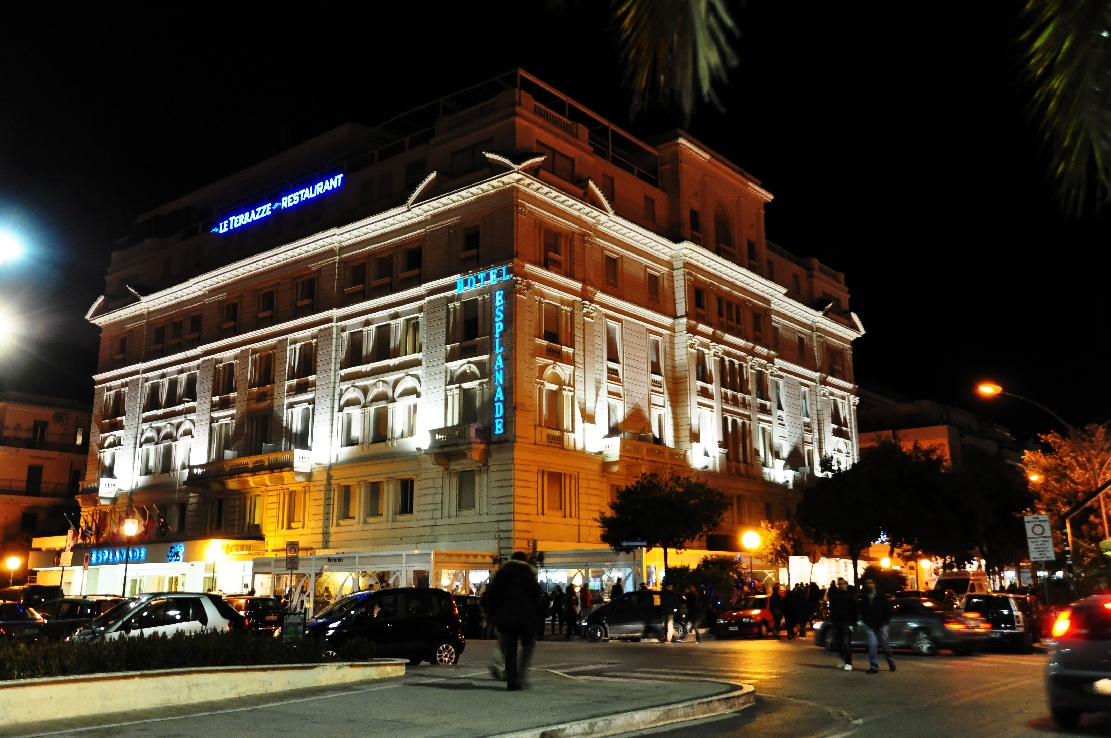
Palazzo Verrocchio, 1910.

Situato nell'area più centrale della città, in corso Umberto I 120, presenta il caratteristico muro esterno a bugnate. L'edificio è di forma quasi cubica e si sviluppa su quattro piani più un quinto adibito a ristorante aggiunto in epoca recente. Subì varie ristrutturazioni, come quella attuata tra il 1929 e il 1934 a opera di Vittorio Verrocchio, Antonino Liberi e Nicola Simeone. Ha pianta quadrangolare, a 5 piani. Le angolature hanno finti contrafforti, a mo' di torrette, con architravi in stile rinascimentale, così come le cornici delle finestre, che pure possiedono elementi classici. La struttura è in intonaco bianco.

### Chiesa del Sacro Cuore
La chiesa fu costruita nell'omonima piazza a partire dal 1886 dall'architetto Porta di Torino, in sostituzione della vecchia chiesa di sant'Anna, in viale Bovio, divenuta troppo piccola per la crescente popolazione della città. La chiesa fu realizzata in stile neoromanico, mentre il campanile fu aggiunto solo successivamente, negli anni 1920.
Ha pianta a basilica rettangolare, con la facciata tripartita in mattoni, a salienti con cuspidi, che delineano la differenza di altezza delle tre navate interne. Ha un arcone strombato a tutto sesto al centro, e un portale in stile pseudo romanico, con lunetta a mosaico, nonché colonne binate in ordine doppio al centro. Le doppie colonne sono concluse in alto dai pinnacoli, e sulle pareti laterali si aprono finestre gotiche. In asse col portale centrale c'è un rosone a raggi, di fattura gotica.

### Palazzo Imperato

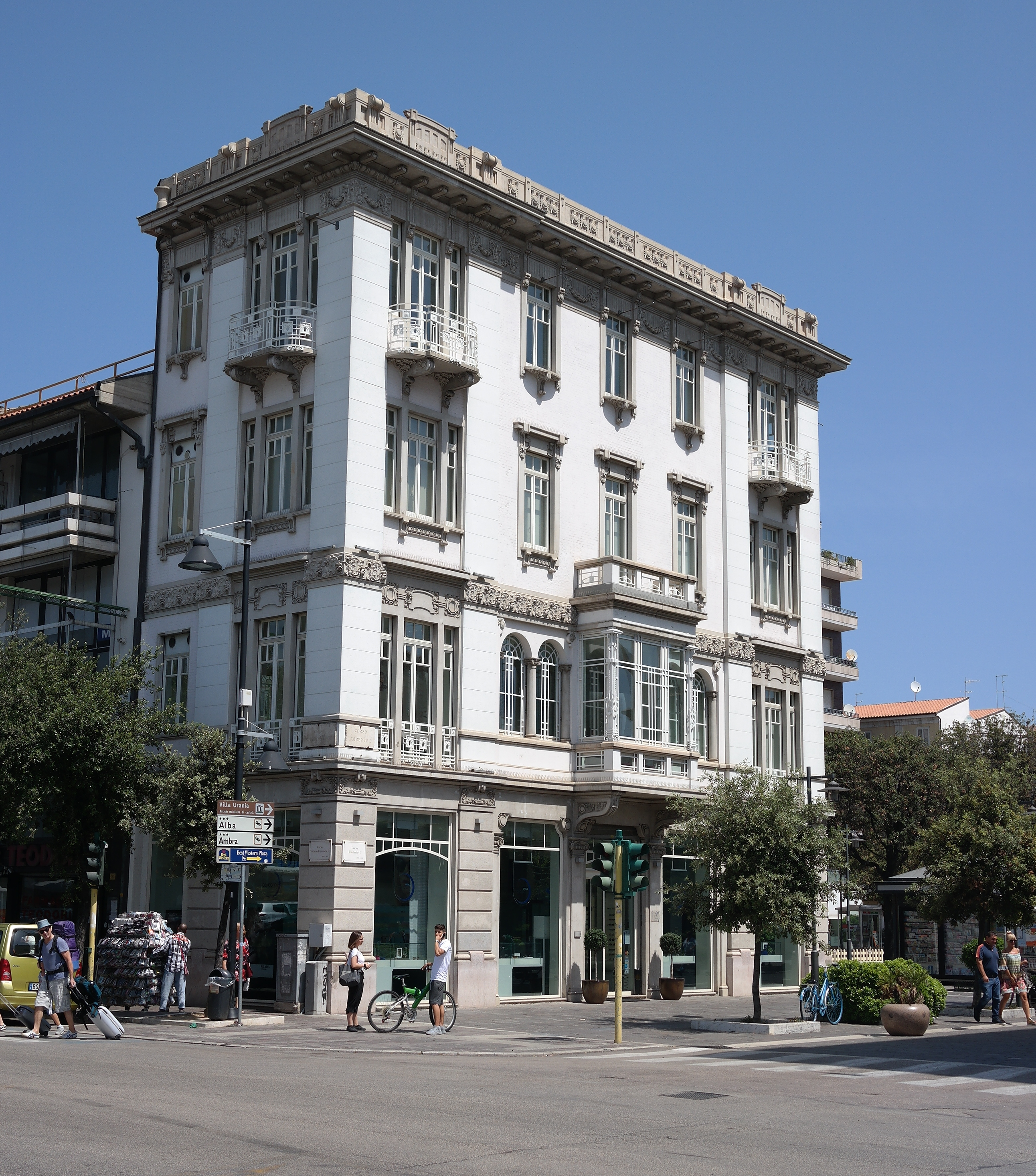
Palazzo Imperato, 1929.

Progettato da Antonino Liberi e Nicola Simeone nel 1926, è una delle architetture liberty più significative della città. Situato ai margini di piazza Sacro Cuore, lungo corso Umberto I, presenta un netto contrasto tra i piani inferiori finalizzati all'uso commerciale e quelli superiori ad uso abitativo. È decorato in tutte le facciate.

### Altri esempi di architettura Liberty a Castellammare
Diversi i villini le residenze di rilievo architettonico sopravvissuti, molti dei quali sul viale della Riviera, tra i quali:
- Villa Antonietta (viale della Riviera, 63): progettata nel 1910 e completata nel 1923, presenta una struttura quadrangolare asimmetrica, con un angolo a balcone nel primo piano; presenta quattro moduli abitativi indipendenti.[27]

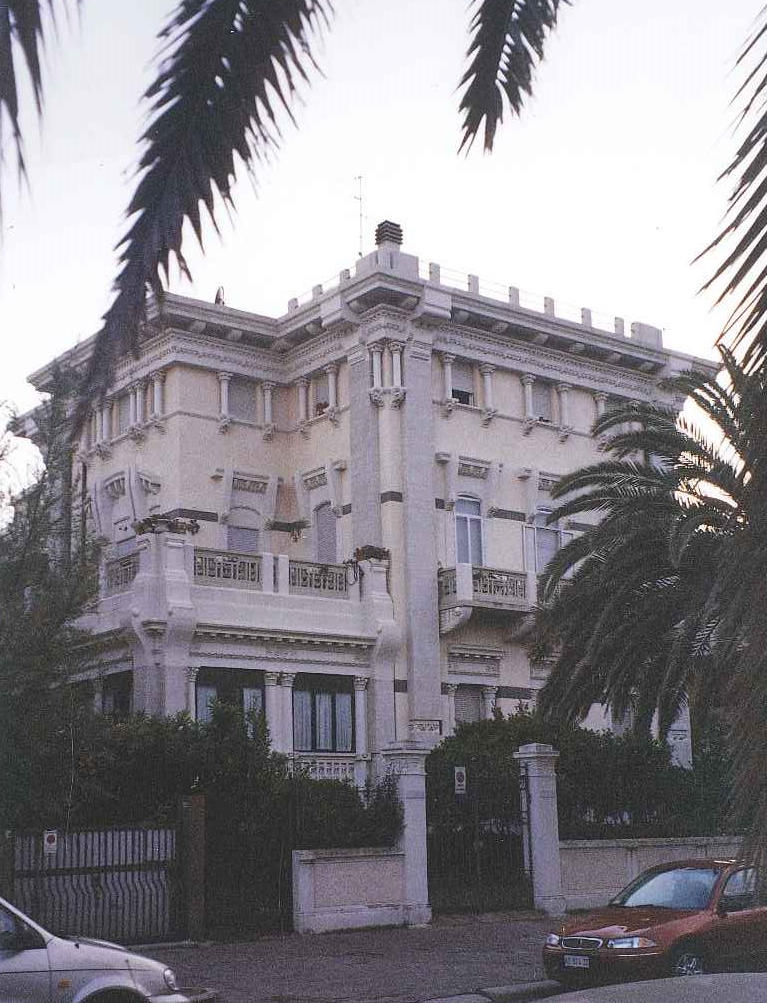
VIlla Antonietta, 1923

- Palazzo Musacchi (viale Muzii, 91): realizzato sul finire dell'Ottocento, fu progettato da Girolamo de Pompeis per uso di una famiglia, sviluppandosi su tre piani.[28]
- Palazzo Mezzopreti (viale Muzii, 5): La costruzione, datata 1890, era stata realizzata come residenza estiva della famiglia aristocratica Mezzopreti-Gomez che negli anni Sessanta la trasformò suddividendola in diversi appartamenti, alcuni dei quali vennero affittati al conservatorio di musica (dal 1969 al 1985), che continua ad occupare l'edificio unitamente all'adiacente palazzo dell'ex comune di Castellammare.[29]
- Villa De Landerset (via del Santuario, 35): architettura estremamente particolare, è stata progettata da Luigi Broggi ed edificata tra il 1886 e il 1890; è principalmente contraddistinta dal gusto dell'architettura settentrionale quattrocentesca, dalla minuzia nei particolari e dalla torretta quadrangolare che si inserisce lateralmente in un impianto regolare.[30]
- Villa Urania (via Piave, 139): L'edificio, costruito nel 1896 su due livelli, ha un blocco con pronao in antis a quattro colonne e terrazza sovrastante collocata al centro della facciata principale. Orizzontalmente la superficie è percorsa da una fascia modanata all'altezza dei davanzali e una decorata con un motivo di onde e dentelli all'altezza dell'imposta degli archi e delle aperture. L'alta trabeazione è caratterizzata dalla presenza di dentelli nella cornice e di triglifi nel fregio. Si accede al loggiato da piccole gradinate laterali, mentre sulla facciata lo spazio tra i plinti è occupato da balaustre. L'architrave è decorato nel fregio con un motivo a nastri e fiori, mentre il timpano presenta un rosone cieco costituito da un grande fiore e una cornice modanata con perle decorative, ed è sormontato da un acroterio a forma di conchiglia sorretta da spirali e foglie. Dell'impianto decorativo interno originario non si è conservato nulla, gli ambienti sono stati ristrutturati e restano alcune decorazioni a stucco risalenti, probabilmente, al dopoguerra.[31]
- Villa Rosa (viale della Riviera, 81): originariamente progettata a un solo piano da Antonino Liberi e Florindo Savini nel 1922, fu realizzata l'anno dopo e sopraelevata nel 1949; presenta tre alloggi disposti su tre piani e una torretta quadrata laterale.[32]
- Villino Bianco (viale della Riviera, 45): progettato nel 1922 da Lino De Cecco, fu realizzato nel 1929; è estremamente asimmetrico e irregolare, ma molto decorato.[33]
- Villino Massignani (viale della Riviera, 139): progettato nel 1924 da Benedetto Sorge, nel 1952 fu aggiunto alla pianta rettangolare asimmetrica un nuovo corpo che ha occupato parte del cortile e una scalinata posteriore; ricco di asimmetrie e volumi aggettanti, è molto decorato.[34]
- Villino Scaccioni (viale della Riviera, 135): fu progettato da Vincenzo Pilotti nel 1929; si tratta di un edificio simmetrico con al centro un balcone che unisce i due corpi laterali[35].
- Palazzo Forlani (corso Vittorio Emanuele II, 334): parzialmente danneggiato negli eventi bellici, oggi è uno degli ultimi esempi di architettura residenziale a media densità del periodo a cavallo tra il 1800 e il 1900. Dal 1990 è stato inserito tra le architetture di interesse importante e sottoposto a tutela.[36]
- Palazzo Clerico (corso Vittorio Emanuele II, 225-249): l'edificio, prima sede del liceo classico ginnasio "D'Annunzio", venne costruito contestualmente all'adiacente dopolavoro ferroviario ad inizio '900.[37][38]
- Villino Verrocchio (lungomare Matteotti, 107): progettato nel 1925 da Gennaro Partenza, è un edificio a tre piani con pianta irregolare; la decorazione molto ricca è di ispirazione barocca.[39]

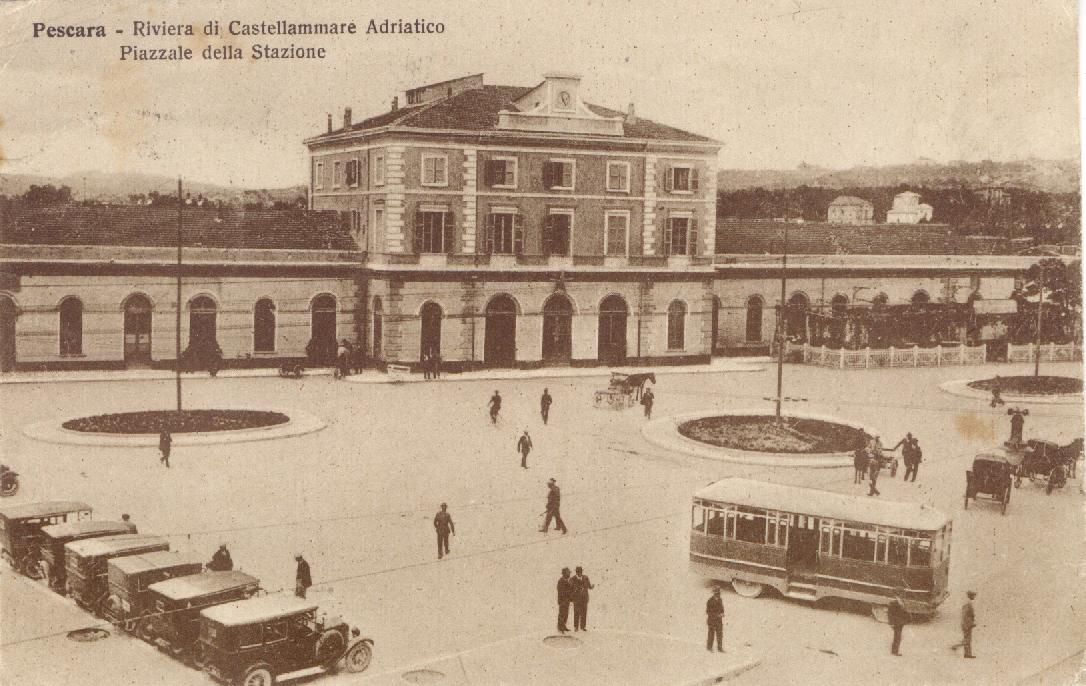
L'ex stazione di Castellammare Adriatico, costruita nel 1881.

La stazione di Castellammare venne colpita dalle bombe solo su uno dei due padiglioni laterali (in seguito demoliti), e il corpo centrale in piazza della Repubblica è divenuto sede centrale dell'ICRANet. Nel piazzale prospiciente sono presenti la vecchia stazione della dismessa ferrovia Pescara-Penne ed una locomotiva FS 740 del primo 900 in esposizione. Nella zona collinare della città, nei pressi della basilica della Madonna dei Sette dolori, è conservata la Fontana delle cinque cannelle, costruita nel 1882 dall'allora sindaco Muzii come compensazione per lo spostamento a valle della sede comunale.

### Altri monumenti

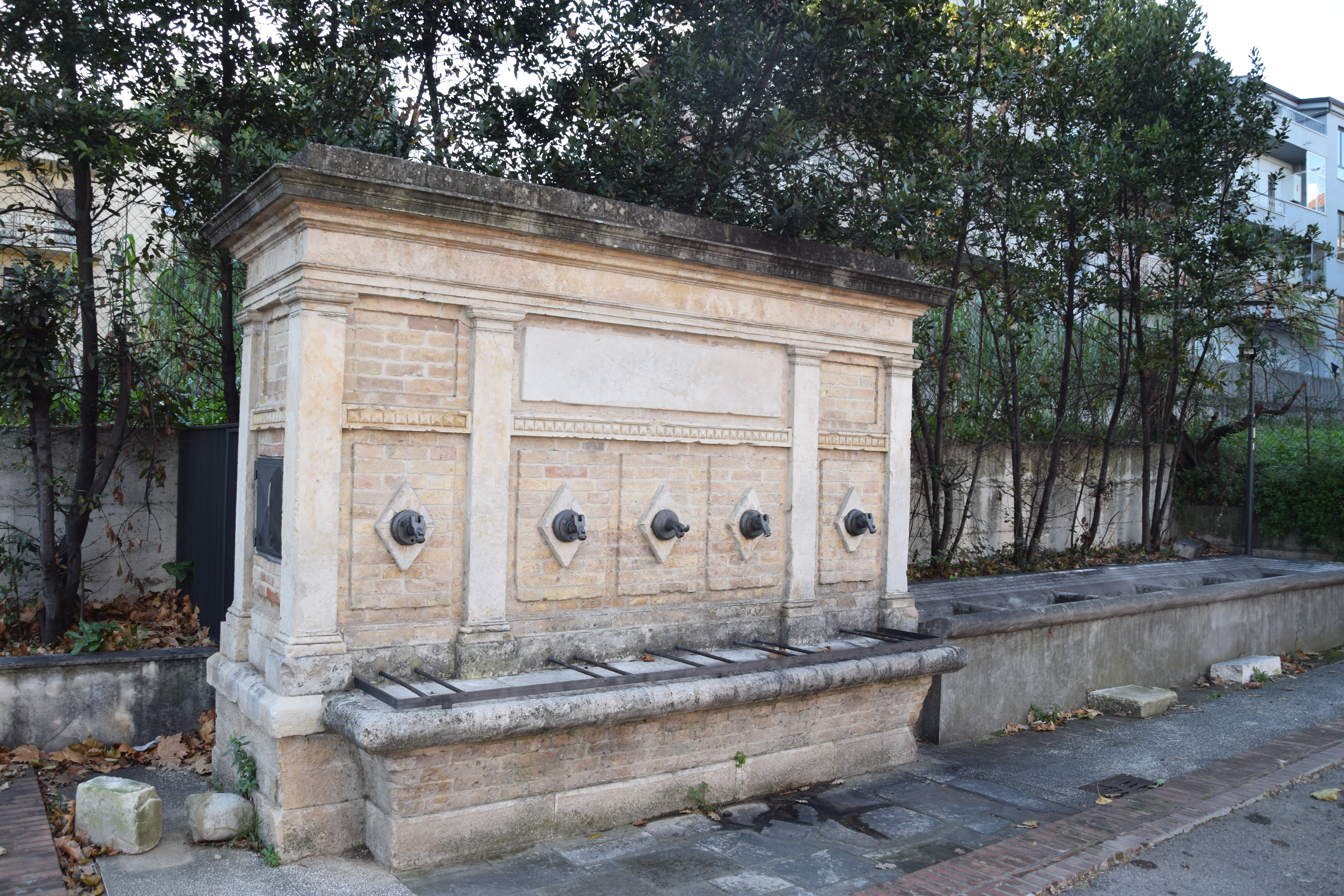
La Fontana delle cinque cannelle

Molti monumenti come La Nave di Pietro Cascella (1987) e il ponte del Mare (2009), inclusi nei confini storici dell'ex comune, sono in seguito diventati i più identitari e rappresentativi della città:

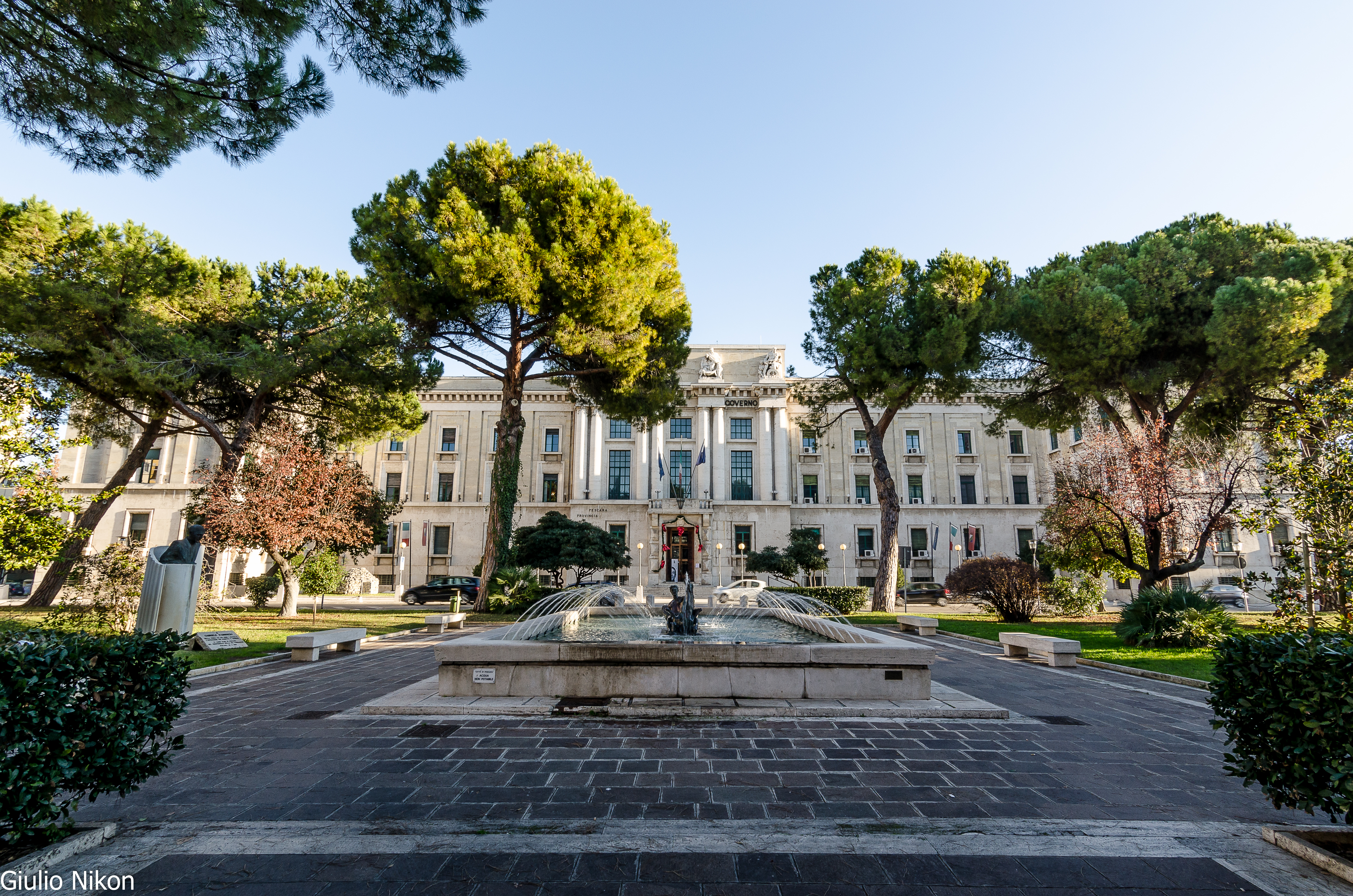
Palazzo del Governo.

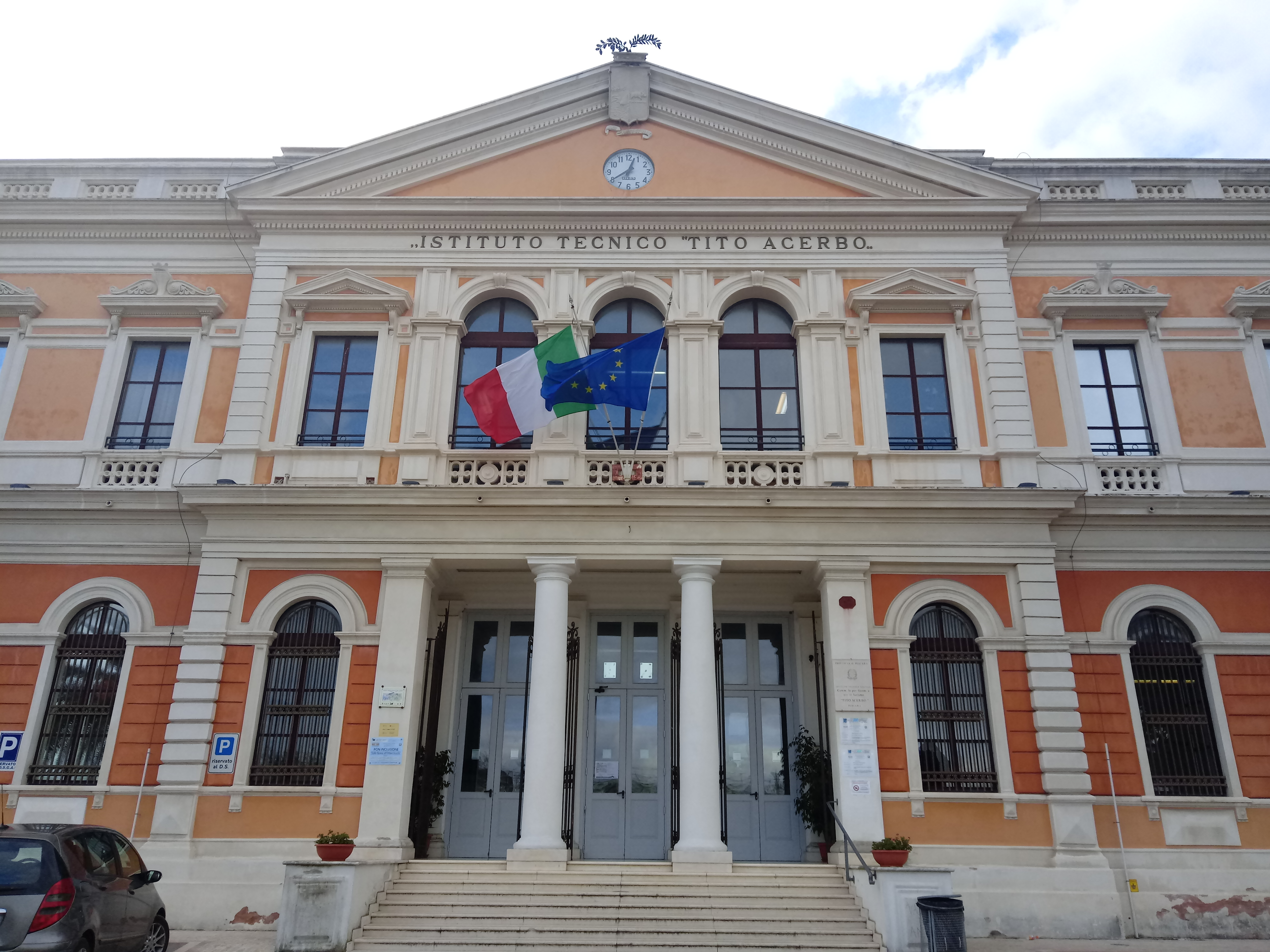
Il palazzo dell'istituto tecnico Tito Acerbo, del 1883.

- Palazzo di Città (piazza Italia), realizzato negli anni '30 da Vincenzo Pilotti è sede del Municipio, caratterizzato da architettura razionalista, da stemmi allegorici e dalla torre civica.[40]
- Palazzo del governo (piazza Italia), sede della provincia di Pescara, della prefettura e della biblioteca provinciale Gabriele D'Annunzio, fu realizzato nel 1928 da Vincenzo Pilotti, in stile pseudo classico con vari motivi allegorici.[41]
- Liceo classico "Gabriele d'Annunzio" (via Venezia), terminato nel 1936 su progetto di Vincenzo Pilotti in stile razionalista.[37]
- Cinema teatro Massimo (via Caduta del Forte), poco distante da piazza Italia, realizzato nel 1936 da Vincenzo Pilotti come principale teatro e cinema pescarese.[42]
- Palazzo delle poste centrali (corso Vittorio Emanuele II), realizzato nel 1933 da Cesare Bazzani in stile pseudo classico monumentale.[43]
- Istituto tecnico "Tito Acerbo" (via Pizzoferrato), realizzato nel 1883 in stile neoclassico ed eclettico; l'edificio in origine ospitava un convitto.[44]
- Ex Banco di Napoli (corso Vittorio Emanuele II), costruito negli anni trenta all'incrocio di corso Vittorio Emanuele II con corso Umberto I in stile razionalista, è sede dell'Imago Museum.[45]
- La Nave di Pietro Cascella, opera del 1987 in largo Mediterraneo, lo sbocco a mare di corso Umberto I.[46]
- Ponte del Mare: terminato nel 2009, collega il lungomare Matteotti con il lungomare Colombo della riviera sud a Portanuova; è divenuto sin da subito uno dei simboli principali della città di Pescara.
- Ponte Flaiano: terminato nel 2017, è un ponte strallato caratterizzato dall'alto pennone di 58 metri.

## Società
Abitanti censiti

## Geografia antropica

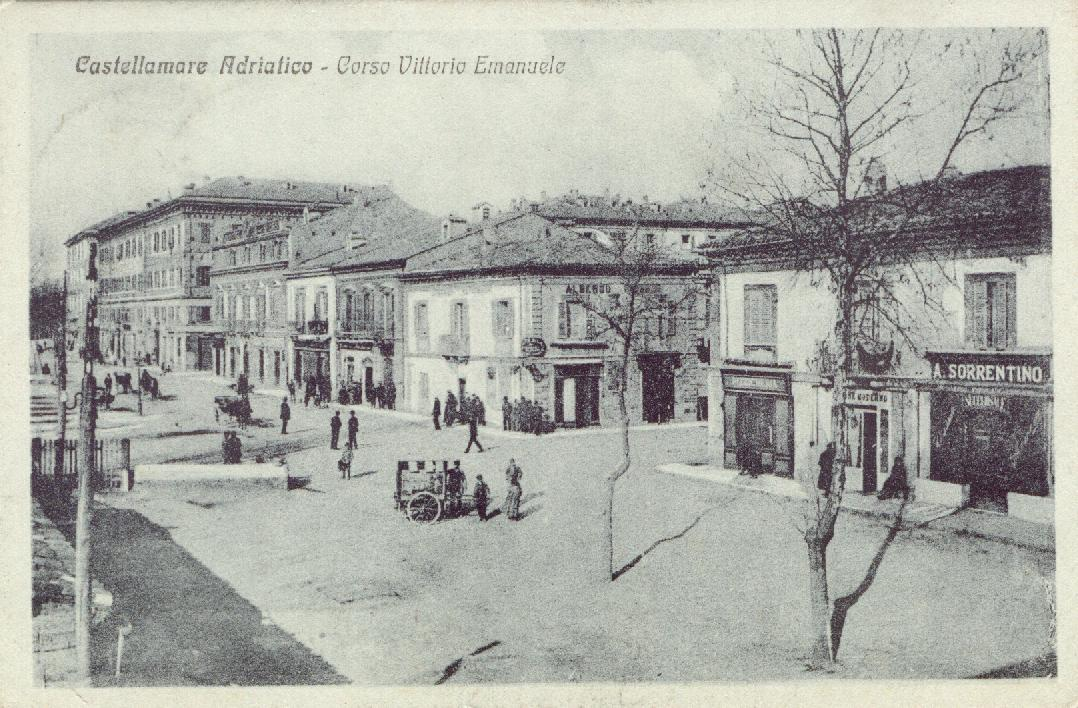
Corso Vittorio Emanuele II nei primi anni del Novecento

Al momento della fusione con Pescara, il centro di Castellammare si sviluppava in massima parte nel quadrilatero costiero compreso tra via Cavour e via Venezia a nord e a sud e tra via Raffaello Sanzio e viale della Riviera a est e ovest. La cittadina era attraversata nella sua lunghezza dagli assi viari di via Regina Margherita, via Regina Elena, viale della Riviera e corso Vittorio Emanuele II. Il quartiere del borgo marino sorse, separato dal nucleo urbano, intorno ai possedimenti del barone De Riseis a ridosso del fiume Pescara, in via Gobetti. Il borgo originario circostante la basilica della Madonna dei Sette Dolori resterà invece urbanisticamente isolato, e la sua integrazione nel tessuto urbano avverrà solamente a partire dagli anni 1970.
L'asse di corso Umberto I, che dalla stazione raggiungeva il mare, fu realizzato con lo scopo di sviluppare un viale commerciale e turistico, e venne popolato da palazzi e ville liberty, di cui solo il lato settentrionale sopravvivrà alle distruzioni del secondo conflitto mondiale. Anche l'area di corso Vittorio Emanuele II subirà negli anni numerose trasformazioni, e le uniche testimonianze antecedenti ai bombardamenti, oltre a qualche palazzina, sono il Palazzo delle poste, Palazzo Clerico (ex sede del liceo classico ginnasio) e l'adiacente ex "ferrhotel" , la cassa di risparmio e l'ex Banco di Napoli.
La zona di piazza dei Vestini, in seguito piazza Italia, fu pianificata nel periodo immediatamente successivo all'unificazione dei due comuni, con la costruzione degli edifici del Palazzo di Città e Palazzo del Governo, sede di comune e provincia, mentre nel 1933 fu completato il ponte Littorio, nuovo e monumentale attraversamento del fiume Pescara, distrutto durante la guerra e ricostruito in forme più sobrie, con il nome di ponte Risorgimento.
Nel secondo dopoguerra il centro di Pescara restò gravitante intorno a corso Umberto I, e come previsto dai piani di ricostruzione di Luigi Piccinato, uno slargo in una zona completamente bombardata venne lasciato libero e riprogettato come nuova piazza centrale, dando vita a piazza della Rinascita, detta anche "piazza Salotto".

## Infrastrutture e trasporti
Il collegamento viario principale di Castellammare era la strada nazionale 69 Adriatica inferiore, strada nota in precedenza semplicemente come provinciale per Teramo, e che in seguito alle riforme del 1928 prenderà il nome di strada statale 16 Adriatica. L'asse viario a tutt'oggi rappresenta l'asse principale di gran parte dell'area metropolitana di Pescara.

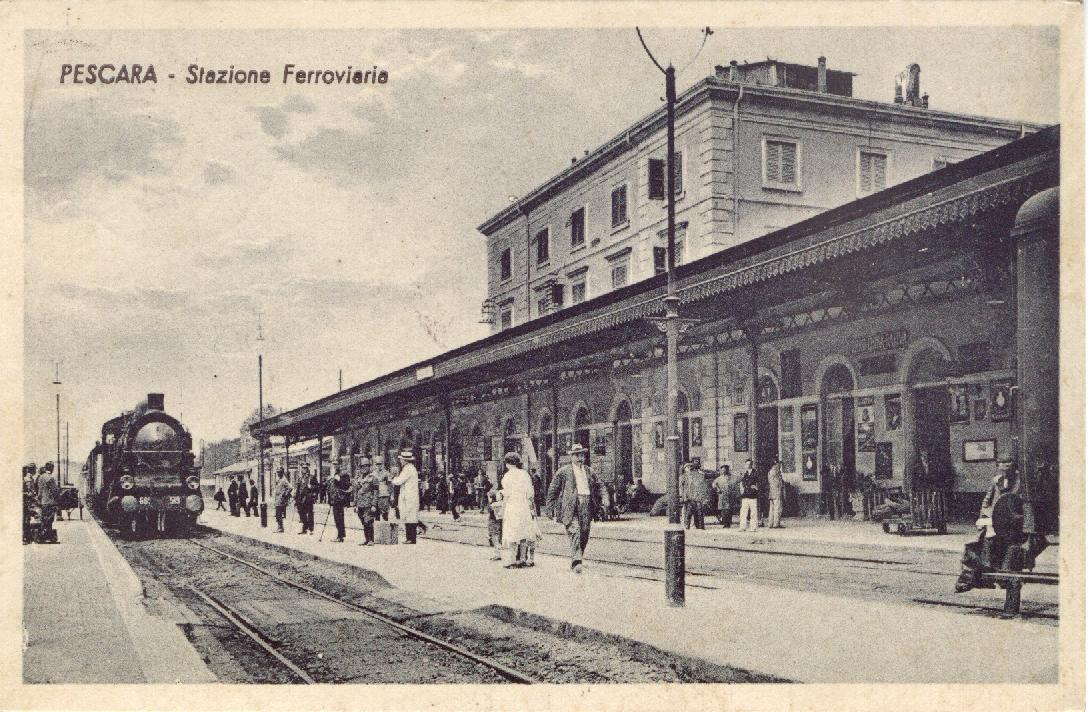
Piazzale binari dell'ex stazione di Castellammare Adriatico

La cittadina era attraversata dalla ferrovia adriatica, la cui stazione Centrale fu uno dei principali artefici dello sviluppo del comune stesso. La stazione, dal 1863 fino al 1881, si chiamò stazione di Pescara, in quanto al momento della costruzione della linea ferroviaria i territori pescaresi erano ancora ingombrati dalla fortezza e dai consistenti lavori per il suo smantellamento, e si scelse così di costruire la stazione provvisoriamente a poca distanza nel comune di Castellammare, al tempo ancora per lo più disabitato nella porzione costiera. Con la costruzione nel 1881 della stazione di Pescara (oggi stazione Porta Nuova), la stazione prese il nome di Castellammare Adriatico, e contestualmente il vecchio fabbricato in legno venne demolito e sostituito dalla costruzione tuttora presente in piazza della Repubblica.
Dal 1929 fino al 1963 il territorio sarà attraversato anche dalla ferrovia Pescara-Penne, oggi dismessa, che nel tratto cittadino operava come un vero e proprio tram, collegando rapidamente i due centri ormai riuniti sulle sponde del fiume. Sul territorio castellammarese vi erano due fermate e due stazioni: la fermata Santa Filomena (oggi una cooperativa sociale in via Nazionale Adriatica nord 486), la stazione Centrale di piazza della Repubblica, di fronte l'omonima stazione FS, la stazione di Pescara porto su lungomare Matteotti e la fermata Duca D'Aosta nell'omonima piazza, quest'ultima senza fabbricato viaggiatori.
In seguito alla conclusione del porto, condiviso con i dirimpettai pescaresi, i cui lavori di ricostruzione ed ampliamento si avviarono nel 1910, i traffici commerciali crebbero notevolmente, facendo dell'approdo pescarese il primo porto abruzzese, superando i traffici del porto di Ortona, nel periodo tra il 1928 e la Seconda guerra mondiale.

## Sport

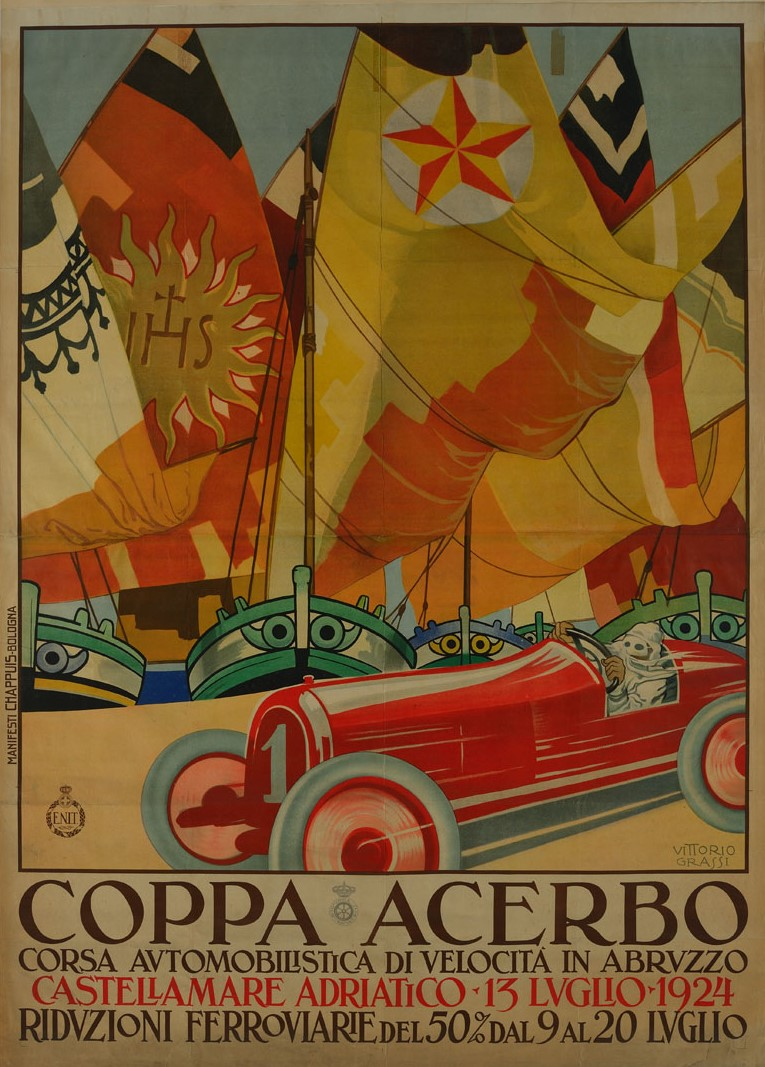
Manifesto della prima edizione della Coppa Acerbo

### Coppa Acerbo

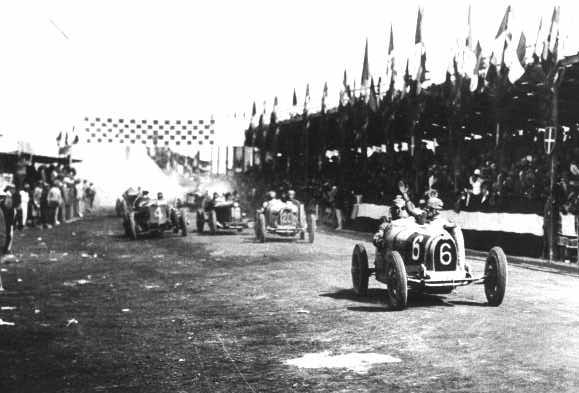
Il traguardo di piazza Duca degli Abruzzi, nell'edizione del 1927 della Coppa Acerbo.

Castellammare Adriatico è stata la sede di una rinomata gara automobilistica del passato; dal 1924 al 1961 infatti si disputava fra Castellammare, Spoltore e Montesilvano la Coppa Acerbo, gara che si districava su un tracciato cittadino di circa 25 km.
Nello stesso tracciato, noto come Circuito di Pescara, si tenne il Gran Premio di Pescara, la settima gara della stagione 1957 del Campionato mondiale di Formula 1, disputata il 18 agosto.
Nelle numerose edizioni hanno partecipato alla gara le più prestigiose case automobilistiche italiane e straniere dell'epoca; fu Enzo Ferrari a vincere la prima gara del circuito castellammarese nel 1924.

### Calcio
Le prime notizie di una formazione calcistica cittadina menzionano una squadra di nome "Edera", attiva nel 1923, ma la prima vera squadra di calcio che parteciperà con costanza ai tornei, in un primo momento locali, fu la Ursus Castellammare, nata nel 1925. Anche altre squadre erano attive in città, come la Pro Abruzzo, la Fulgor e la Andrea Doria, ma era l'Ursus a conseguire i piazzamenti migliori. Con l'unificazione cittadina, anche la squadra di calcio castellammarese sarà fusa nel 1926 con l'omologa pescarese Aternum Pescara, acquisendo inizialmente il nome di Ursus Aternum per poi cambiare denominazione prima in Tito Acerbo e poi in Associazione sportiva Abruzzo, ma i risultati sportivi furono deludenti, tanto che nella stagione 1929-30 la squadra non partecipò a competizioni ufficiali. In quegli anni si tentò di rifondare la società Ursus, e si hanno notizie anche della presenza di un Pescara football club e di una Pescarese, ma i risultati sono modesti; per la formazione di un club calcistico stabile occorrerà attendere il 1936, con la fondazione della Società sportiva Pescara, che giocando le partite domestiche nello stadio Rampigna centrò la prima promozione in Serie B nella stagione 1940-1941.